# Rode Kruis-Vlaanderen
Rode Kruis-Vlaanderen is een onafhankelijke vrijwilligersorganisatie in Vlaanderen en is een van de twee onderdelen van het Belgische Rode Kruis, waardoor ze deel uit maakt van het Internationale Rode Kruis.

## Geschiedenis
Het Rode Kruis werd in Vlaanderen actief na de oprichting van het Belgische Rode Kruis in 1864. Zes jaar later vond de eerste buitenlandse hulpactie plaats tijdens de Frans-Duitse Oorlog. De organisatie richtte dicht bij het slagveld acht hulpposten op om gewonde soldaten te verzorgen. Later werden ook in vredestijd activiteiten gestart en in 1892 begon men opleidingen eerste hulp voor medisch en verplegend personeel. Tijdens de Eerste Wereldoorlog werden meer dan 36 000 gewonden verzorgd in het Rode Kruishospitaal L'Océan in De Panne en Vinkem. Begin jaren 20 begon de afdeling Jeugd Rode Kruis met een speelpleinwerking. In 1934 werd de eerste bloedtransfusiedienst opgericht. Tijdens de Tweede Wereldoorlog opende het Rode Kruis 157 hulpziekenhuizen. Verder verzond de organisatie dagelijks 6 000 pakketten met onder andere niet bederfbare etenswaren naar krijgsgevangenen in Duitsland. In 1958 verzorgde het Belgische Rode Kruis bijna 40 000 eerstehulpbehoevende bezoekers van Expo 58. Andere grote interventies betroffen hulp bij de brand in de Innovation te Brussel (1967), de evacuatie van 800 gezinnen tijdens de overstroming in Ruisbroek (1976), de opvang van overlevenden en nabestaanden na de ramp met de Herald of Free Enterprise (1987) en de inzet van 300 vrijwilligers na de treinramp bij Wetteren (2013). In de tweede helft van 2015 richtte de organisatie in Vlaanderen elf opvangcentra voor asielzoekers op. Ook wordt regulier geholpen bij de verzorging van slachtoffers van terroristische aanslagen.

## Organisatie
Rode Kruis-Vlaanderen is een onafhankelijke vrijwilligersorganisatie die via het Belgische Rode Kruis deel uitmaakt van de Internationale Rode Kruis- en Rode Halve Maanbeweging. De organisatie telt zo'n 13 340 vrijwilligers. Rode Kruis-Vlaanderen bestaat uit twee onderdelen: de Dienst voor het Bloed en de Humanitaire Diensten. Er zijn 226 lokale afdelingen of jeugdkernen.   Met de decretale verankering van Rode Kruis-Vlaanderen als 'Helper van de Vlaamse Overheid' legt Vlaanderen de basis voor een versterkte samenwerking ter ondersteuning van kwetsbare mensen in nood, zowel in oorlogs- als vredestijd. Het decreet daartoe werd unaniem goedgekeurd door de plenaire vergadering van het Vlaams Parlement op 24 april 2024. Sinds 1961 verkopen vrijwilligers elk voorjaar stickers op kruispunten en aan winkels om de lokale afdelingen te steunen. In 2023 stopte deze traditie en werden pleisters in plaats van stickers verkocht. Pleisters zijn nuttiger en houden verband met hun activiteiten. 
De huidig gedelegeerd bestuurder is prof. dr. Philippe Vandekerckhove en de gemeenschapsvoorzitter is Hans Verstraete.

## Dienst voor het Bloed en onderzoeksactiviteiten via CEBaP en TReC
Deze dienst zorgt voor inzamelen, bereiden en testen van menselijk bloed, plasma, bloedplaatjes en weefsels voor geneeskundige toepassingen. Er zijn elf donorcentra in Vlaanderen en ook bij de lokale afdelingen wordt bloed gegeven. Het Centrum voor Evidence-Based Practice (CEBaP) biedt wetenschappelijke ondersteuning aan Rode Kruis-Vlaanderen. Het Transfusion Research Center (TReC) van Rode Kruis-Vlaanderen onderzoekt biologische, biochemische en biomedische vragen over de afname, bereiding, bewaring, werking en kwaliteit van bloedproducten.

## Humanitaire diensten
De organisatie geeft eerstehulpopleidingen aan burgers, scholen en organisaties en bedrijven en helpt ook in het buitenland met opzetten van cursussen. In binnen- en buitenland wordt noodhulp verzorgd. De Hulpdienst van Rode Kruisvrijwilligers bemant hulpposten bij evenementen, verzorgt ziekenvervoer en verleent hulp bij rampen. Er zijn socialezorgactiviteiten, zoals hulpmiddelen uitlenen, ouderen bezoeken (thuis en in rusthuizen) en boeken uitlenen in ziekenhuizen en instellingen. Het Jeugd Rode Kruis is er om jongeren te betrekken bij het Rode Kruis. De dispatching van het Rode Kruis is te bereiken met het nummer 105.

## Galerij

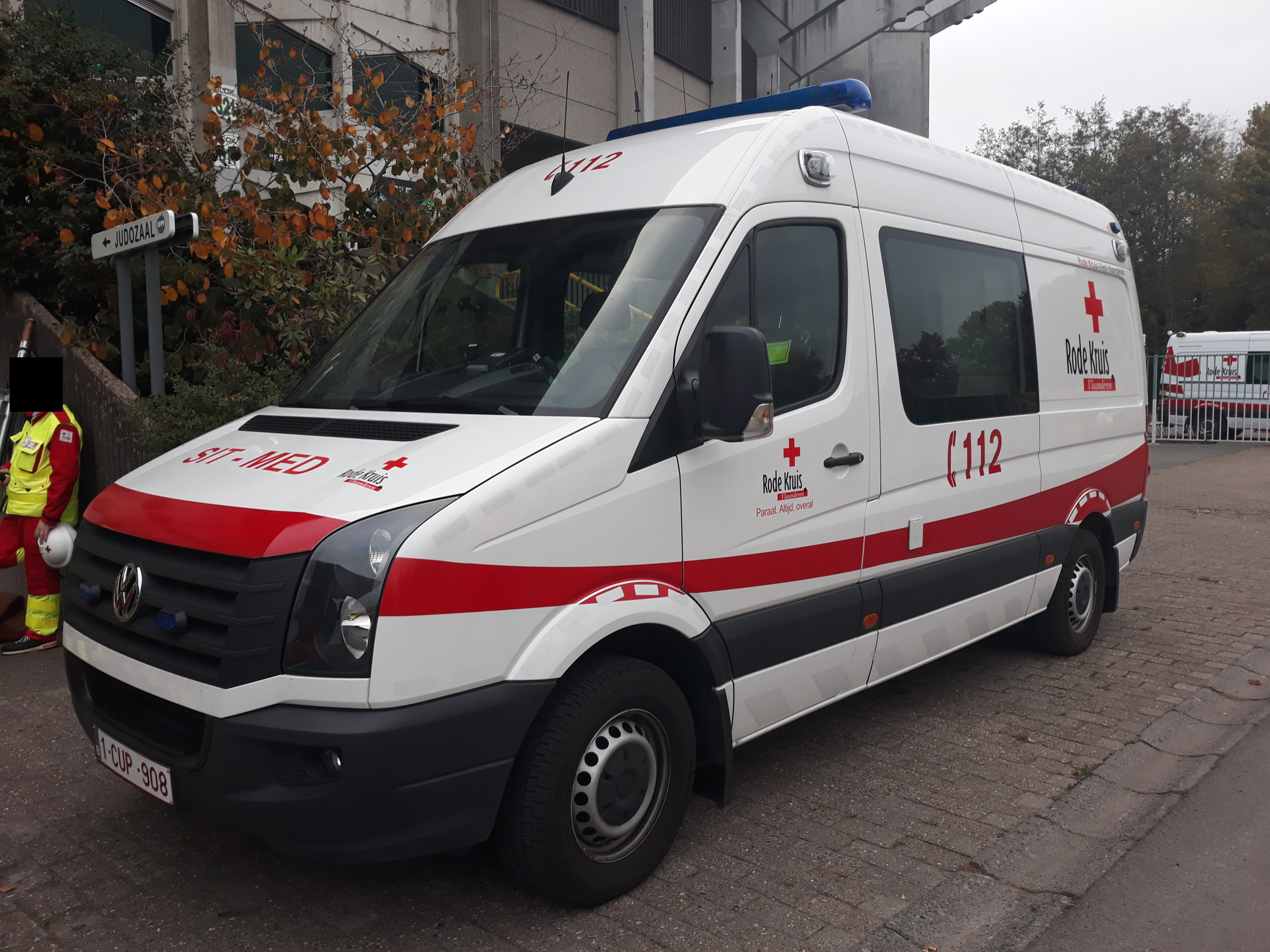
SIT-Med standplaats Brugge met oude huisstijlstriping aanwezig tijdens een preventieve dienst aan het Jan Breydelstadion.
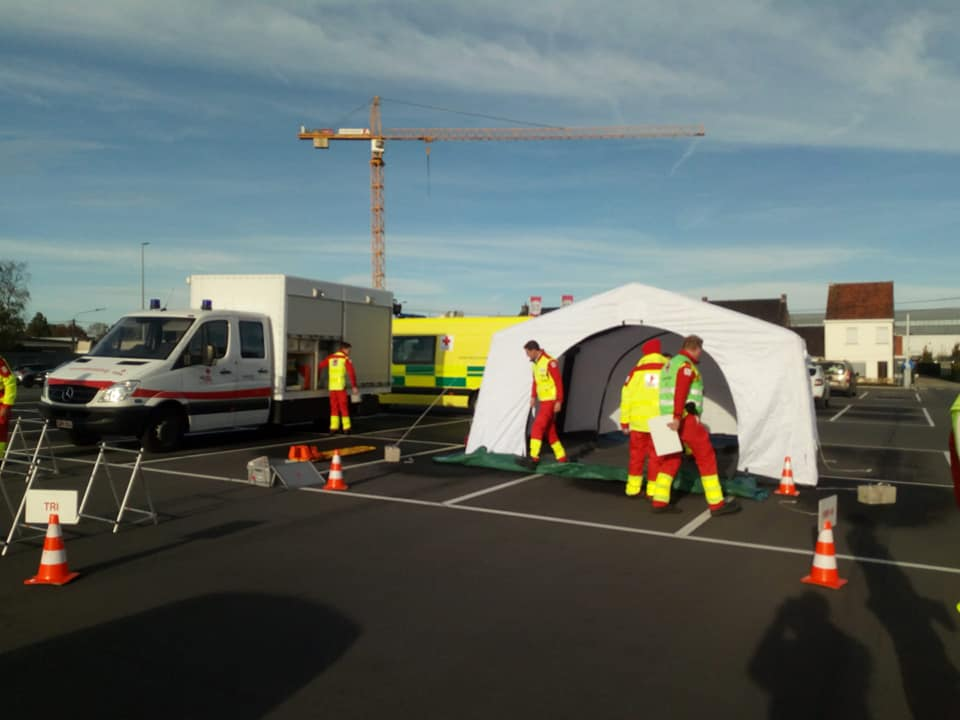
Hulpverleners van Rode Kruis-Vlaanderen bouwen een VMP op tijdens een rampoefening.
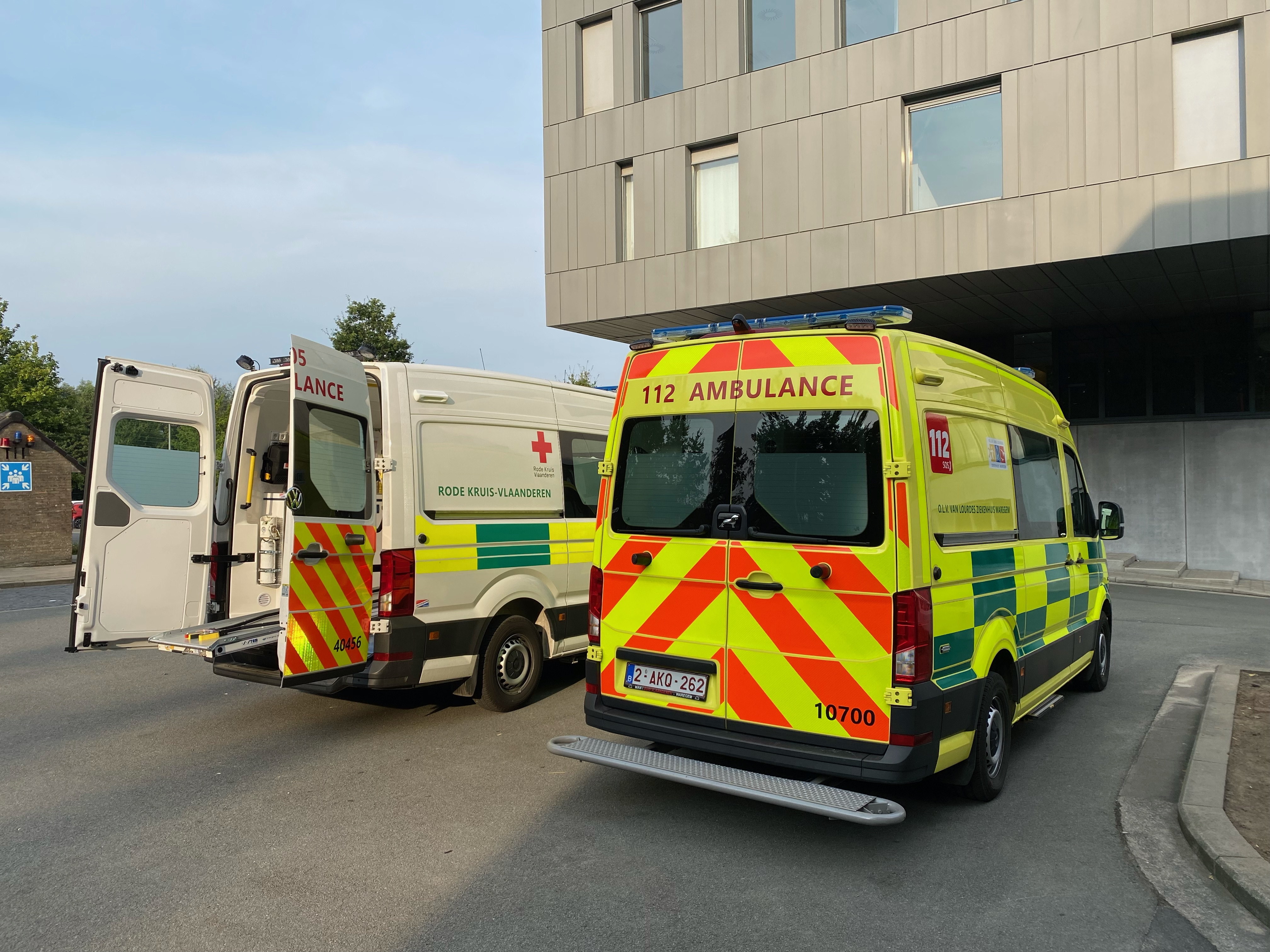
Volkswagen Crafter van Rode Kruis-Waregem-Anzegem (links) met de Battenburg-striping voor intermediaire ziekenwagens.